# Pio Chiaruzzi
Pio Chiaruzzi (11 agosto 1949) è un politico sammarinese.

## Biografia
Tra la fine degli anni sessanta e la metà degli anni settanta è stato tra i protagonisti dell'associazionismo politico e culturale sammarinese (Circolo politico-culturale San Marino 2000, Collettivo classe operaia, Centro politico nuova sinistra). L'impegno sindacale divenne il suo principale campo di interesse e di azione. Assunse dunque, in seguito, ruoli di primo rilievo negli organi dirigenti della Confederazione Sammarinese del Lavoro e dell'appena nata Centrale Sindacale Unitaria. Risalgono a questo periodo la sua iscrizione alla Confederazione Sammarinese del Lavoro (CSdL) e al Partito Comunista Sammarinese (PCS). La militanza nel sindacato si affianca, a partire dalla metà degli anni settanta, all'impegno nell'associazionismo cooperativistico, che vive proprio in questi anni una nuova importante stagione. Nel 1976 è tra i fondatori e primo presidente della cooperativa di consumo Titancoop, la prima a San Marino di cui manterrà la presidenza per un decennio. Parteciperà, inoltre, alla costituzione della Cooperativa Coopcasa, una cooperativa d'abitazione a proprietà indivisa. Dalla prima metà degli anni ottanta, fino al 2015, ha ricoperto ruoli dirigenti negli organi direttivi dell'Istituto per la Sicurezza Sociale di San Marino (ISS). Dal 1991 al 1994 ha assunto il ruolo di Segretario generale della Confederazione Sammarinese del Lavoro. Lo lascerà dopo aver cercato di attuare un profondo processo di riforma e rinnovamento sindacale ostracizzato da vari forze politiche e sindacali. Nel 1997 è stato tra i fondatori della Associazione "Manifesto per una cultura riformista”. Negli anni 2000 ha ricoperto cariche dirigenziali governative, prima in qualità di Segretario particolare (Capo di gabinetto) della Segreteria di Stato per l'Industria (2000-2001) e successivamente della Segreteria di Stato per le Finanze della Repubblica di San Marino (2006-2008) dove è stato tra gli ideatori della San Marino Card (SMAC), una carta magnetica a disposizione di cittadini sammarinesi e stranieri, divenuta uno strumento fondamentale per l'economia sociale sammarinese nel XXI secolo.

## Politica
Dopo la militanza nel Partito Comunista Sammarinese (1976), è tra i promotori e fondatori del Partito Progressista Democratico Sammarinese. Nel 1996 è tra gli animatori della Consultazione referendaria del 22 settembre. In seguito, nel 1998, è tra i promotori e fondatori del Partito dei Democratici e del Comitato di iniziativa per la riforma costituzionale. Nel 2006 è tra i promotori e fondatori del Partito dei Socialisti e Democratici, nato dall'unificazione fra Partito dei Democratici e Partito Socialista di San Marino. In ambito partitico non ha mai ricoperto incarichi di rappresentanza bensì dirigenziali, destinati all'elaborazione e alla realizzazione dei vari programmi politici. In particolare, contribuisce a redigere i programmi politici nell'ambito delle politiche economiche e sociali.

## Scritti e pubblicazioni
Ha partecipato alla nascita dell'Istituto Sammarinese di Studi Sociali ma non ha mai pubblicato testi monografici. La sua produzione consiste soprattutto di relazioni e interventi, in parte conservati dalla Fondazione XXV Marzo. Tra questi anche testi destinati a pubblicazioni sulla storia del movimento sindacale a San Marino. Altri scritti, in forma di articoli, sono nella rivista di cultura sociale “Labirinti" da lui fondata nel 1997 e in stampa fino al 2001. Da ultimo, un contributo in memoria del sindacalista Otello Casadei, schiacciato da un portone di ferro nella fabbrica in cui lavorava, è apparso nel libro a quest'ultimo dedicato "Una vita di passioni e impegno. Otello Casadei operaio e militante attivo 1948-1994” (Arti Grafiche Sammarinesi Della Balda, 2015).

## Altre attività
Nel 1991 è stato il primo presidente del Taekwondo San Marino, la cui direzione tecnica fu affidata al Maestro Chung Kwang Soo.  Affiliò il Taekwondo San Marino alla Federazione Sammarinese Arti Marziali (FESAM), alla World Taekwondo Federation (WTF), alla European Taekwondo Union (ETU). 